# ほうかご百物語
『ほうかご百物語』（ほうかごひゃくものがたり）は峰守ひろかずによる日本のライトノベル。イラストは京極しん。電撃文庫（アスキー・メディアワークス）より2008年2月から2011年1月まで刊行された。第14回電撃小説大賞〈大賞〉受賞作（「放課後百物語」より改題）。

## ストーリー
白塚真一は高校入学後すぐ、休部寸前の状態にあった美術部を再興し自ら部長に就任。しかし、部員4名のうちまともに活動しているのは真一と奈良山善人の2名だけであった。残る2名のうち穂村は頭数合わせの幽霊部員で、唯一の2年生である経島御崎は部活動そっちのけで日本全国の妖怪伝承を集めるのに夢中という有り様。
ある日の放課後、校外へ風景画の写生に行った奈良山を除く3名は御崎が何気なく歌っていた童歌の話題で盛り上がる。三重県南部に伝わるその童歌は「キツネは7通りに化けられる。タヌキは8通り。しかし、その両方を上回る9通りに化けられるテンはもっと恐ろしい」という内容の歌であったが、御崎曰くテンという動物はイタチ科の一種でイタチが人を化かす話も各地に伝わっている、とのことだった。
その日の晩、忘れた教科書を取ろうと真一は夜の学校を訪れるが、そこで端正な顔立ちをした少女に出会う。少女は真一の血を吸うのが目的だと話すが、真一によって正体を見破られた少女は「掟」によりその場から去らなくてはならなかった。しかし、別れ際に真一と交わしたある約束により、少女は美術部の新入部員「伊達クズリ」として真一と再開を果たす。

## 登場人物

### 美術部関係者
白塚 真一（しらつか しんいち）
県立高校1年A組在籍の少年（5巻ラストで2年生に進級）。成績は中の下で、テスト寸前には度々友人と共にイタチさんにノートを借りている。休部寸前の美術部を奈良山と共に再興し、部長に就任する。人間や動物が躍動する瞬間を描くのに喜びを感じており、運動部員の女生徒に「君をモデルに絵を描きたい」と頼み込んでは告白と勘違いされることも多い。周りの妖怪をモデルにした絵をコンクールに出品し、しばしば入賞しているが、審査員からは心理的な病気ではないかと疑われている。しかしながらその腕前と集中力は、プロの芸術家であるニコの目に留まるなど美術部の中でも群を抜いている。家族構成は不在がちな父のみで、母は数年前他界した。上記の理由から家事全般は得意。
良くも悪くも嘘をつけない性格で、大抵は下手な嘘を見抜かれたり、思ったことが口を突いて出たりしている。本人も自覚しており、相手の心を言い当てる妖怪である覚を全く恐れていなかった。その覚からも「表の顔と深層心理が直接つながっている昆虫みたいな人間」と言われている。
自覚こそないものの霊感が人一倍強く、校内に妖怪の類が溜まるようになった原因は、真一の高校入学であると言われている。直接的な力はないが、スケッチブックを利用した戦闘補助を行うことが可能。絵を書き込むことによって、「鬼」を始めとした実体を持たない妖怪を具現化させたり、イタチさんの放つ技の強度を上げることができる。
イタチさんがこの世に顕現した時から一目惚れしていて、時と場所を選ばず告白紛いの行為を続けている。その行為故、周囲からは呆れられることも多いが、イタチさん自身も満更ではない様子。
十年後の白塚 真一
ある目的のために寒戸の能力で十年後の未来からやって来た白塚真一本人。現代の真一よりも大人びた容姿で、顎ひげを生やしている。周りからの評価は総じて「ひげが似合ってない」「地味な顔」で、現代の真一もそう思っていた。御崎からは「大の字」（大きくなった「白の字」）と呼ばれる。
大学を留年してしまった時に、ニコの紹介で彼女の馴染の画廊の元で修行することになる。そして大学を中退し、イタチさんと結婚した。現在（十年後）は絵の修復業者になっているらしい。
酒の勢いでみんなの未来について語って聞かせる。
伊達 クズリ（だて クズリ）
人間の少女に化けたイタチの妖怪。真一に正体を見破られて血を吸うのに失敗し、別れ際に真一から「君をモデルに絵を描きたい」と懇願され快諾。その翌日、美術部に入部したことにより真一と再会する。入部に際して「伊達（だて）クズリ」という別名を与えられ、校内では1年D組（作中中盤で2年に進級）に在籍。成績は中の上ぐらい。
上下関係とキツネが嫌いで、敬語を使われるのとしっぽを握られるのが苦手。真一等からは『イタチさん（ちゃん）』、江戸橋からは『伊達君』、稲葉からは『イタチ』と呼ばれている。性格は至って温厚で優しく、悪意の持たない妖怪や人に対してはまずコミュニケーションを取ろうとする。前述の性格から責任感も強く、頼み事を断ることができない。
美術部の役に立とうとして訓練を続ける健気さもあるが、周囲からの評価は『地味』であり、真一以外に好意を抱いている者は少ない模様。女子レスリング部の獅子岩アルマは友人。炎を操る妖術が得意で、後に鎌鼬（かまいたち）を習得。他にも金縛りが使えるが、効果は長くは続かない模様。真一の協力により鎌鼬を固定化した日本刀で戦う事も出来る。
経島 御崎（ふみしま みさき）
ツインテールで眼鏡っ娘幼児体型童顔の2年生（5巻で3年生へ進級）。ほぼ常にジャージを着用している。パタゴニア生まれの帰国子女らしいが、詳細は不明。
江戸橋曰く、小学生の頃から顔も背丈もほとんど変化していないらしい。
普段は茶々を入れて場の空気を引っ掻き回したり、相手に唐突な無茶振りをしたりしているが、ここぞという場面には外見にそぐわない年上らしい事を言う。真一を「白の字」と呼んでいるが、真面目な場面ではフルネームで呼ぶ。一見空気の読めない発言も多いが、本人は空気を読んだ上であえて逆らっているらしい。
員数合わせのために美術部へ入部するが、部活動はほとんどせず日本全国の妖怪伝承を集めることに没頭。実際に妖怪変化の存在を信じていた訳ではなかったが、イタチさんの出現以降はその豊富な知識を基に対妖怪のブレーンとして存在感を発揮。自分の欲求を満たすために多々羅木家の倉庫を漁ったりと情熱は本物。江戸橋とは恋人関係にあるが、あまり趣味が合わず江戸橋をからかうことも多いが愛情はある様子。
頭の回転は速く、成績は優秀。
物語の冒頭は、1巻・6巻を除き全て彼女の語りで始まる（6巻は真一の語りで始まった）。
奈良山 善人（ならやま よしひと）
真一の同級生の美術部員。入学直後、真一と共に休部寸前の状態にあった美術部を再興する。長い緑の髪をポニーテールにしている。校外で風景画を描くのが主であるため、部室にはほとんど姿を見せない。
次々と現れる妖怪変化に対してパワーアップを目指し、山籠もりをしていたイタチさんに新必殺技のヒントを授ける。その正体は天狗であり、その中でも一際古い、平安時代を全盛期とする『是害坊』と呼ばれる大天狗。実際に千年生きているわけではないらしく、本人は「白塚と同じ16歳」と言っている（3巻時点）が、真一は少なくとも百年はいってそうだと考えている。火の鳥型の天狗、松明丸を使役し、雷でコーティングされた車輪状の武器、護法輪を使用している。飄々とした人柄でミステリアスであるために女子からの人気は高いが、本人自身は興味がないとのこと。
実力は稲葉と並んで非常に高いが、肝心の時に姿が見えないことも多い。
実は輝が幼少の頃、彼女を守るという口約束を交わしていた。この時の彼女の記憶は妖怪に襲われた記憶でもあるので、術をかけて思い出さないようにしていたが、大祓で依代となった輝はその影響で術が解けてしまう。そして彼女の告白を受け、最初は自身の異形の風体を理由に断ろうとするが、結局はその思いを受け入れた。
穂村 誠二（ほむら せいじ）
真一に誘われ、員数合わせで入部した同級生。幽霊部員で部室には気が向いた時しか顔を出さないため、イタチさんの正体には気付いていない。
貯金箱に入った金霊を出すための100万円を稼ぐため常時バイトをしている。本人曰く年上にしか興味がない。
江戸橋 照平（えどばし しょうへい）
生徒会長。会長選挙に際して部活動の最低部員数を4名に減員するという公約で当選。弱小同好会の票を取りまとめた御崎に頭が上がらないが、実のところは御崎と相思相愛の仲。真一曰く、かなり有能な家政夫、ロリコンだが本人は否定している。後輩からも親しまれているが、御崎との仲が知れ渡っているため人気は奈良山に及ばない。
本人そのものに妖怪へ対抗する力は無いが、ライカを肉体に乗っ取らせることにより戦闘が可能。ただし、江戸橋自身の意識は無い。
度々ライカに憑依される、鱗に無理矢理牙の毒が混じった酒を口移しで飲まされる（これがファーストキスだったらしい）、応声虫に肉体を乗っ取られるなど何かと不憫な目に遭っている。
新井 輝（あらい ひかる）
生徒会副会長兼新聞部員。美人で生徒・教職員からの人望も厚く常識人。新聞部員という立場上、校内の様々な噂を知り得る立場にあるため御崎を始めとした美術部員からは頼りにされている。幾度も自身を危機から救った奈良山に密かな好意を持つ。
実家は古い神社であり、寄宿制の学校に通う妹がいる。
幼少期に山で妖怪に襲われており、そこを奈良山に助けられた経験がある。この時の記憶は奈良山が術で隠していたが、大祓で神の依代にされ、精神を神気で侵食されたことで術が解け、この経験を思い出した。これがきっかけとなって奈良山への告白に踏み切り、自分の想いを伝えることで、晴れて付き合うようになった。
稲葉 前（いなば さき）
産休の代理で赴任して来た英語教師。美人であり、生徒の悩みを見事に解決するため表向きには人望が厚い。
その正体は傾国の大妖怪・九尾の狐。ヒエラルキーの頂点に立つ人物を骨抜きにして校内の秩序を崩壊させるために現れ、イタチさんを小娘呼ばわりして目の仇にした。しかし、真一からはヒエラルキーの頂点たる生徒会長の江戸橋に直接術を使ったことを、御崎からは校内の秩序が既に崩壊していることを指摘され自滅。以後は大人しく教職に徹し、生徒会顧問を引き受けて以降、何度となく美術部に手を貸すことになる。
自身に対して火の粉が掛からない限り、妖怪との戦闘には全く手を出さない。が、奈良山同様、歴史故に能力は高い。根本的に『白澤』などの権力者におもねる妖怪を嫌う。
滝沢 赫音（たきざわ あかね）
真一のクラスメイトで学級委員。
スポーティな見た目と強気な性格に反し、吹奏楽部でフルートを担当している。
学校に渦巻く彼岸の気配にあてられ、犬神であるライカを引き寄せてしまう。
美術部と出会うまでは、犬神をフルートの演奏で使役し怪異を片っ端から祓っていた為、真一達に対して当初は敵対意識を剥き出しにしていた。
作者は当初、真一とイタチさんの関係に彼女を絡めた三角関係にするつもりだったらしいが、真一が取り合うような男ではないことについて編集者に相談したところ、あっさり納得されたので止めたらしい。
ライカ
赫音が偶然顕現させた犬神。巨大な赤毛の犬の姿をしており、霊感の薄い人間には見ることが出来ない。
性格は赫音に対しては忠犬そのもの。イタチさんにも良く懐いているが、真一にはわりと厳しい。
妖怪としては呪殺の為に作られた犬神というよりは、弘法大師の逸話に登場する魔除けの犬神寄り。
吼えるだけで低級な怪異を清め散らし、人に憑く事によって戦闘力を底上げする。ただし、彼岸寄りの体質の人間や元々体の弱い人間には憑いてもほとんど力を発揮できなくなってしまう。
山楝蛇 鱗（やまかがし りん）
元サバイバル部の山岳部員に食べられようとしたところを真一に助けられ、恩返しをするために嫁として真一の元を訪れる。今でこそ人の姿を取っているが、本来の姿は蛇である。「首から上は蛇」「形は人間のまま、全身に鱗がびっしり」などに変化できるが、「全身蛇＝本性そのまま」を「旦那」に見られると、その家を出て行かなくてはならない。好みは背が高くて（180cmは欲しいらしい）賢げな男。蛇女房七つの力として「旦那が蛇女房を嫁と認めた時点で旦那の家族は彼女を自然に受け入れてしまう」「赤外線と熱を感知できる」「首が入るサイズの穴なら通り抜けられる」「牙に毒がある（麻痺毒と出血毒を使い分けるのでこれで2つ）」「自分より大きなものを飲み込める」「脱皮した後の抜け殻を財布に入れておくと金運があがる」（「妖術でもなんでもなく普通の蛇だ、しかもいろんな種類の蛇が混ざってるし」と真一に言われた）。真一に本性を見られた後は江戸橋に助けられて（確信犯）江戸橋の嫁になったものの、同居ではいつ本性を見られるかわからないので多々羅木家に居候している。長髪を操ることができる（毎回違った技名を叫ぶ）。妖怪を食べる（知恵と知性があるのは食べないらしい）。後に、真一達の後輩として高校に入学し、その身体能力から新体操部に入部する。その後、美術部に入部する。
大上 フィルバート（おおがみ フィルバート）
6巻から登場する新1年生。美術部部員。ニコのことを非常に慕っており、彼女の弟子の座をかけて真一と勝負をすることになる。純情なところがあり、御崎や鱗にしばしばからかわれている。
実は人狼の子供であり、ジェヴォーダンの獣の末裔。殺されそうになっていたところを、ニコと彼女の師匠であるリーバートに保護された。周囲の人を傷つけないために、一度は学校を辞めて立ち去ろうとしたが、ニコに叱責され、学生生活を続けることになる。
ニコに恋心を抱いていたが、「似た人」である美生にも同様に惚れてしまった。
白狼山 求道丸（はくろうざん ぐどうまる）
奈良山の弟子を自称する木の葉天狗。強い相手と戦うことが自分を鍛える近道と信じて、いきなり勝負を仕掛けてきた。『是害流体術絶技』という技を使うが、「是害流」という流派は存在しておらず、勝手に名乗られても困ると奈良山自身は困惑気味。また、美生は「姉御」（「師匠」は是害坊だけだから）。5巻で鱗と共に、真一達の後輩として高校入学を果たす。
身体能力こそ高いが、妖術への耐性が皆無なので、真一たちが動いた頃にはもう負けていることが多い。
多々羅木 豊（たたらぎ ゆたか）
剣道部の主将。高校剣道ではそれなりに有名らしい。本町の猫屋敷（江戸時代の化け猫伝説で有名）に居住。正体は、化け猫と人間の半妖である。諸事情により、美術部の妖怪退治を邪魔していた。
輝曰く「頭は固いけど、根に持つタイプじゃない」
多々羅木 美生（たたらぎ みう）
1年C組に在籍。部活は園芸部。豊同様化け猫と人間の半妖であるが、それが大きなコンプレックスになっていた。
控えめな性格だったが、兄と共に美術部と和解した後は徐々に明るめな性格になった。大型犬好きで、フィルバートの変身形態を非常に気に入っている。焦ると言葉の端々が猫っぽくなる。
粂神 良子（くめがみ りょうこ）
県立宇宙開発事業団（ロケット研究会）に所属する1年生。担当は燃料配合。部内での名前はユーリ・ガガーリン。
父親が妖怪好きである為、それを反面教師として妖怪の存在には否定的だった。しかし真一の言葉を「目の前の事実を客観的に、冷静に見据えることこそ科学者としてあるべき姿勢」と（間違って）解釈したことで、妖怪と向き合う覚悟を決めた。
父の影響で（不本意ながらも）妖怪に詳しい。そのため御崎の代理として頼られることもある。
部で鍛えられたために、ある程度追い込まれるとマッドエンジニアであるユーリ・ガガーリンに変貌するようになった。
市目 ハルカ（いちもく）
水泳部に所属する1年生。風の神に憑かれた後遺症で手から風が出るようになった。良子とは友人同士。
ニコ・メリュジーヌ
有名な若手絵師。ほんわかした童顔の美人。展覧会に出品された真一の絵を見て、その才能を見出し弟子にしようと来日する。
獅子岩 アルマ（ししいわ アルマ）
女子レスリング部の部長でイタチさんの友人。ハーフでブルーの瞳に金髪。男勝りな性格。「大歳」を食べて身体能力が大幅に上がったものの、稲葉によってある程度は封じられることとなった。眉に唾をつけることで解除が可能。
箕輪 八雲（みのわ やくも）
温泉宿「箕輪荘」のオーナーの孫。正体は慈吾郎を凍死させるために顕現した雪女。建前上は慈吾郎の孫であり、外見も中学生程度だが50年以上生き続けている。やきもち焼きであり、慈吾郎が他の女性にうつつを抜かすと彼を冷凍してしまう。ブログ「あっとまーく・ゆきおんな」を運営している。
箕輪 慈吾郎（みのわ じごろう）
八雲の祖父で、「箕輪荘」の名目上のオーナー（実質的な経営は支配人任せ）。美少女好き。八雲と共に世界中を旅している。
八雲を狙う研究機関の手先を二人で「ひたすらちぎっては投げちぎっては投げ」しながら旅しているので、戦闘能力はかなり高い。
ガレー/リーバートの画霊
ニコの師匠リーバートの画霊。孤独から絵の中に迷い込んだ真一達に嘘をつきそのまま留めようとした。鶺鴒と黄泉軍を食べたことにより、絵の外に出ることが出来るようになった。「ガレ―」とはその時に自分で考えた名前。
粂神 まどか（くめがみ まどか）
本町の丙小学校5年1組。良子の妹。妖怪の実在を証明するため、イタチさんをストーキングしていた。妖怪を見つけたい執念が溜まって、妖怪「しょうけら」になってしまったが、イタチさんが妖怪であることを確かめたことにより元に戻った。後遺症として自分の意志で自由に｢しょうけら｣に変身できるようになった。
粂神（くめがみ）
研究職上がりの古典教師（2年担当）で、八雲を捕まえようとして失敗した妖怪研究者。「白澤図」という図鑑に妖怪を記録していたが、実は妖怪･白澤に操られていた。4月からは大学の非常勤講師になったらしい。良子とまどかの父親。
白澤に見限られた時に操られていた間の記憶も奪われたが、後に白澤の目を盗んで制作した白澤図の複製と自分の日記を発見して記憶を取り戻す。しかし平凡な生活を壊したくないので家族には黙っていた。
寺林 茂（てらばやし しげる）
2年A組の担任で美術部顧問の新任教師。専門は書道だが世界史も教えていて、本人にはやる気がないのに個性的な適当きわまる口調（真一いわく「挨拶と愚痴と漫談をたしたような」）が逆に生徒には人気。実は妖怪・八右衛門狸で、茶道部の茶釜に化けていた。多々羅木家の先祖によって封印された自分の妖力を取り戻そうとしていたが、それを御崎に破壊され、稲葉先生に懲らしめられたため、教師を続けている。
名前の由来は「ひっくり返しただけ」。

### 先触
神を降臨させる為に、妖怪を使い暗躍している。鳥の姿と人間の姿を持っており、妖怪とは別のカテゴリーに属する存在。
八咫烏（やたがらす）
自分を荒鴉と偽り多々羅木に近づいた。美生に「ベリー」と名づけられる（ブラックベリーから）。妖怪の知識を持ち、物を媒体に人を乗っ取る事が出来る。その際、黒い体毛が覆いかぶさる。人型の時は第3の腕を持つ。大祓の空間では豊と対決した。
鳴女（なきめ）
妖怪に対する恐怖心を煽り、神を呼び出す為に暗躍していた。影を操る能力と、自分を倒した相手の技をコピーする能力「返し矢」、実体の有無を問わず、そこに「ある」ものへの憑依能力を持つ。大祓の直前に真一とイタチさんに敗れるが、大祓の終了間際に復活。天吊るしに憑依して二人を探し当て、滅茶苦茶に攻撃した揚句、持っていた力を全て使い果たして消滅した。
鶺鴒（にはくなぶり）
大量の黄泉軍を呼び出す。神に子供の作り方を教えた女の先触。御崎曰く『エロの起源』。大祓では赫音とライカの憑依した江戸橋と交戦、黄泉軍の大群で圧倒するが、ガレーに絵の中へ引き込まれ、吸収された。
長鳴鶏（ながなきどり）
夜の終わりを告げる者。首から下げた銅鑼を鳴らす事で自分の体を音にすることができる。大祓においては美羽がいるために変身できないフィルバードを一方的に痛めつけ、音に変身する能力で美羽の猫操りも無効化する。しかし覚悟を決めて変身したフィルバードに倒された。
鵠（くぐい）
神様の子に言葉を与えた子供の姿の先触。武夷鳥とコンビを組む。大祓では依代となった輝の元へ向かう真一とイタチさんの邪魔をするが、割り込んできた慈吾郎と八雲に逆に足止めされる。
武夷鳥（たけひなどり）
戦闘と侵略のプロ。鵠とコンビを組む。真一とイタチさんの援護に駆け付けた慈吾郎と八雲のコンビと交戦する。
天夷鳥（あめひなどり）
神の心を守る最強の先触。姿形はほとんど武夷鳥と同じ。大祓の空間の神社では、圧倒的なパワーと防御力でイタチさんを苦戦させるが、大祓が止まって周囲の神気が消えたことで弱体化し、倒される。

### 神
神
七羽の先触によって依代の身体に降ろされた。覚醒すると同時に妖怪とそれに関わった人間を時間の止まった空間へ取り込み、まとめて消滅させる。怪異の存在を浄化し消滅させる白い光を放つ。
依代の体とは別に御神体と呼ばれる体を持っており、見るものによって姿は変わる。真一には巨人、江戸橋には鏡、ハルカにはゴテゴテしたRPGのラスボス、ユーリ（良子）にはスパゲッティ・モンスター、鱗にはぼんやりした光の塊、アルマには覆面レスラーに見えた。
輝曰く「神なんかじゃない」「自分と異なるものを否定する心の固まったもの」。

### 妖怪たち
のびあがり
本作中、初めて真一とイタチさんが戦った妖怪。ただ輪郭だけがぼんやりと浮かんだ人間のような形をしている。相手の視線を自分に固定させ、その対象がのびあがりを見上げれば見上げるほど巨大化していく。だが、「見越した」と一言言われるだけで消滅してしまう。一度消滅してから復活するには1週間ほどかかる。
学校の階段に住み着き、通りかかった生徒を気絶させるなどしていた。
小豆とぎ（あずきとぎ）
化学室に住み着いた妖怪。小豆を洗っているような音が聞こえるだけで実体はなく、また誰にも危害は加えない。
畳叩き（たたみたたき）
ばたばたと、畳を叩くような音をさせる妖怪。学校の廊下に現れるが、姿がないため生徒たちには空耳として扱われていた。やはり、誰にも危害は加えない。
ヤカンズル
天井から、突然ズルッとヤカンが下がってくる妖怪。初めは真一も驚いていたが、今ではすっかり飽きられてしまっている。
片耳豚（かたきらうわ）
調理室に棲む、片耳だけの子豚の妖怪。本来の生息地は沖縄。股の間を潜られると、潜られた者は死亡する可能性もあるが、片耳豚自体が直径60cm近くあるので美術部員からは放置された。イタチさん曰く、「悪い気はしなく、可愛かった」。
野襖（のぶすま）
真一曰く、「ムササビとモモンガとコウモリを足して3で割ったような」姿と大きさ。腹部には毛がなく、また口は耳元まで裂けている。羽ばたかなくてもひらひらと浮かぶことが出来る。人の生気や生き血、火の気を好んで食し、人間の顔に張り付いて窒息させようとする。
顔に張り付いたところを、お歯黒を塗った歯で噛み付かれるのが弱点。
牛鬼（うしおに）
西日本に広く分布した伝承を持つ妖怪。地域によってその姿が大きく異なり、学校の室内プールにはそれらの伝承を順番に変身して再現する特殊な物が現れた。
静か餅（しずかもち）
餅の粉をはたくような音がどこからともなくするだけの妖怪。無害。
天狗囃子（てんぐばやし）
祭りのお囃子のような音がどこからともなくするだけの妖怪。無害。
鬼（おに）
実体がなく、触れる事は出来ないが記録を残す事によって具体化する妖怪。御崎曰く「よくわかんないけど危なくて怖くて嫌な存在」であり、妖怪のアーキタイプの元。
天逆毎（あまのざこ）
鬼を無限に生産する事が出来る、神に近い妖怪。破壊行為を好み、パワー、スピードと頑強さに置いては無敵。小豆とぎや静か餅が神を迎える手順だと勘違いしたため出て来た。大祓の時間の止まった空間で再び顕現する。
辻神（つじがみ）
『通り物』や『魔』とも呼ばれる、ランダムに他人に取り憑き、滅茶苦茶に暴れさせるという、迷惑な妖怪。
実体が無いためイタチさんでも攻撃ができず、そのため真一が自ら取り憑かれる苦い体験を残した。
おとろし
ただ鳥居の上に乗っているだけの基本的に害のない妖怪。
蟹坊主（かにぼうず）
黒い坊主の形をしていて、水辺に出る蟹の妖怪。話しかけた人間のみにクイズを出し、問題（蟹坊主の正体）を答えると巨大な蟹に戻って襲ってくる。伝説では旅の坊主が投げた宝具が突き刺さり、倒される。
ヒョウスボ / ヒョウズンボ
河童の一種で、冬になると河から離れ群れで山へと移動する。その際、皮膚から茶色い毛が生えて山童へと変化する。季節の応じて別の妖怪へと変る妖怪でもある。「ヒョウヒョウ」と鳴き、頭の皿を奪うと実体化出来なくなるまで弱る。
管狐（くだきづね）
狐の怪異の一種。白い毛の房に手足を生やした格好をしている。
甘酒婆（あまざけばばあ）
玄関から入り、「甘酒はござらんか」と聞く老女の妖怪。あると答えてもないと答えても、熱病にかかる。
ミカリ婆（みかりばばあ）
玄関などに立っていて、戸を開けた者の目を毟り取ろうとする一つ目の老女の妖怪。方眼紙を見せれば帰る。
納戸婆（なんどばばあ）
納戸（ロッカーでも可）に出現して奇声を上げる白髪の老女の妖怪。箒で叩けば、いなくなる。
猿神・狒狒（さるがみ・ひひ）
神の名を騙り、生け贄を大晦日に要求する猿の妖怪。特に神ではないが、様々な種類の猿の怪異が混ざり、巨体と心を読む力を習得する。「しっぺい太朗」と呼ばれる犬を恐れ、奈良山と過去数回対峙した模様。その際の生け贄は新井の祖母。
猿神（さるがみ）
猿神・狒狒の下っ端。「群れる猿」の概念が具体化したため、頭目が死なない限り消えない。体長は2m近くある。
夜行さん（やぎょうさん）
大晦日の深夜に首切れ馬に乗って徘徊する一つ目の長髪の鬼。夜行さん自体は何もしないが、首切れ馬は立ちはだかる者を問答無用で蹴り殺す。
火取魔（ひとりま）
光を奪って暗闇を作る妖怪。現象タイプで、明確な形はない。主な撃退方法は光を餌に、定住している位置から剥がす事。光を取る以外に被害はない。
天邪鬼（あまのじゃく）
人の感情を逆撫でして喜ぶ悪趣味な妖怪。攫った女の子の衣服を奪って本人に成り代わる。機嫌を損ねると大暴れするが、ゲーム好き。様々な伝承があるが、本作では攫ったイタチさんを人質として美術部に挑んだ。真一には変装を一発で見破られる。
野槌（のづち）
先端に牙の生えた口を持つ、蛇のような形をしている妖怪。ツチノコに酷似している。
迷い家（まよいが）
入って来た者を閉じ込める空間型の怪異。内部は昔の家に似た風景で、囲炉裏や畳などがある。本来は山などで迷った時に出現する一軒家。中から持ち帰った物は使用者に福を与える。
老鼠（ひつねこ）
足下から這い上がって、金縛りを掛ける鼠の妖怪。黒い体に黒い目をしていて、一旦金縛りを掛けたら自由に逃げ回れる。
ダイバ
家畜を襲う害獣の妖怪。
ゲドガキ
子供を怖がらせる、人食いお化けの妖怪の一種。
白澤（はくたく）
皇帝や将軍などに知識を与える霊獣の妖怪。カモシカに類似した体を持ち、獅子のたてがみ、人の顔、額の角が2本、眉間に第三の眼、さらに両脇腹に3つずつ眼を持つ。怪異の百科事典とも呼ばれ、妖怪について完璧な知識を持たなくてはならないという原則がある。そのため人に取り憑き、「白澤図」と呼ばれる妖怪収納本を持たせ「サンプル」を収集させる。見ただけで魔除けの効果が発揮される。稲葉先生の逆鱗に触れ、倒される。
しょうけら
他人の生活を一方的に監視する妖怪。元々は人の悪事を神に告げ口する存在だった。黒い体を持ち、両眼は深海魚のよう光を放つ。壁に張り付いたり、鋭い爪で若干ながら攻撃が出来る。
袋担ぎ / 袋下げ（ふくろかつぎ / ふくろさげ）
常に担いでいる袋の中に人間の「存在」を隠し、捕われた瞬間を見た者を除いた全ての人間の記憶からその人間を消す狸の妖怪。熊のようずんぐりした体型、古風な旅人の衣装と巨大な袋を担ぎ、人を襲う。姿を自由に消すことが出来、「神隠し」の具体化でもある。妖怪や妖怪混じりは襲わず、純粋な人のみを襲う。
バタバタ
騒音を作り出す妖怪。放置すると、更なる問題を起こす。
蟇（わくど）
虹色のガスで菓子を引き寄せる蛙の妖怪。体長は2m以上あり、岩の擬態や菓子好きなどといった蛙の怪異ならではの個性がある。ヒキガエルの形をしている。息を耳に浴びると、耳から甘酒が生産される。
付喪神（つくもがみ）
大事に使われていた、あるいは古い道具が具体化し、自由に移動したり人の心に語りかける事が出来る怪異。ある程度の自由意志を持つ。
蚊帳吊狸 / 蚊帳吊り狸（かやつりだぬき）
布のよう生地が道などを塞ぐ怪異。その生地をくぐり抜ける事は出来るが、異空間へと連れて行かれる。落ち着いて36枚捲れば元の場所に戻れる。
髪切り（かみきり）
人の髪を切り喰い、生気を奪う妖怪。人の形をしていて、両手には鋏、丸い腹、短い足、顔の真ん中に嘴と大きな眼を持つ怪人。妖怪の髪の毛を食べる事によって普段の数倍の力を得る。
二恨坊の火（にこんぼうのひ）
人面を持つ火の玉。主に3月から7月に飛ぶ。
恙虫（つつがむし）
昆虫型の吸血妖怪。丸い体には黒い甲羅と無数の足、そして一対の牙がある。群れで人の血を吸い、本人に気づかれない位しか吸わない。大きさは野球のグローブ程度。
ぬっぺっぽう
餅のよう形をしている妖怪。主に墓場に出る腐肉の妖怪とも言われる。長身で顔や手足がない。鱗曰く「餅みたいで美味しそう」。
太歳（たいさい）
不安定の塊で、ぬっぺっぽうに外見が似ている妖怪。大陸に生息していて、一定の周期で地下を高速移動する。「ひとたび食せばあっという間に剛力無双」と言われているが、妖怪には効果がない。
悪魔ヶ風（あくまがかぜ）
悪寒や発熱、目眩などの体調の悪化を引き起こす風の妖怪。特定の日に吹けば「精霊風」や「幽霊風」とも言われる。本来は一過性の妖怪。
風の神（かぜのかみ）
悪魔ヶ風を吹き出す妖怪。細長い顔の老人の姿をしている。五行の土属性で、木材や風切り鎌などに弱い。
雲外鏡（うんがいきょう）
妖怪などの正体を現す、鏡の妖怪。放った光で妖怪の力を押さえる照魔の力がある。
塵塚怪王（ちりづかかいおう）
古道具系の妖怪の元締めの妖怪。付喪神を目覚めさせる能力がある。巨大な付喪神の集まりから出来た怪人。
一目鬼（ひとつめのおに）
文献上、初めて人を喰った鬼。一つの眼と、大きな背丈を持ち、鬼＝人食い巨人というイメージの原点。
牛蒡種（ごんぼだね）
資質を持った術者に依存する、一種の術式。元々密教の使役者『護法実』が監視と拘束に特化したもの。ウネウネと長い体で縛り、その先端にある目で監視する。常に75匹を保つ。
画霊（がれい）
絵の中に存在する絵描きの残留思念。無意識に波長が合う者を絵の中に引きずり込むが、入ってから出て来るまでの時間が短縮される。その多くは自我を持たないが、稀に強い思念が自我を持ち絵の中に人を閉じ込めて退屈を凌ぐ。脱出方法は絵の『世界』の中で、絵の全体像が見える所に立ち『自分は絵の世界に居るのではなく、この絵を見ているんだ』と暗示する事。
布団被せ（ふとんかぶせ）
自分に近づいた物体に本能的に『被さる』妖怪、あるいは怪異。自我は無く、通常は一定の位置に定住するため害はない。20 - 30分被さったら、物体を逃がす。
人狼（ワーウルフ）
13世紀をピークに顕現していた半人半狼の妖怪。大柄な体、鋭い爪や牙と凶暴な性格を持つ。銀の弾丸で死滅する。
機尋（はたひろ）
黒い布の形状をした、邪心と嫉妬の妖怪。浮気して帰らない夫を思いながら織った機が蛇の姿になり夫を探しに行く、執念と邪心のこもった蛇の怪でもある。作中では多々羅木家当主が化け猫を妻に選んだ事に嫉妬した元妻の怒りと嫉妬が、機尋を顕現させた。多々羅木家の者を見つけると絞め殺し、邪魔する者にも危害を加える。
白坊主（しろぼうず）
浮遊能力を持つ、狸の妖怪の一種。地方によって正体や姿、行動に幅が出るが作中では寺林（化け狸）が作った白い浮遊する玉状の妖怪。これを通して会話する事が出来るが、寺林曰く大量の妖力が生成に必要らしい。本来は大きいが、本作では寺林の力不足により卵程度の大きさしかない。真一曰く「フライング茹で卵」。
手杵返し（てぎのがえし）
一定の道を爆走する、丸い妖怪（怪異）。1年の中で一定の期間のみ顕現し、道に奇妙な足跡を付けて転がる。体長2m近く、丸い形で表面に杵や槌のような出っ張りがあるが、常に転がっているため細かい見た目の記述は無い。御崎曰く、「槌転びの親玉」。
シタガラゴンボコ
トイレに現れお尻を撫でる手の妖怪の総称。
覗き込む女（のぞきこむおんな）
トイレの個室を順番に覗き込み、助かったと油断したら『見ーつけた』と殺す。ユーリの小型ミサイルによって撃退される。
人体模型（じんたいもけい）
鱗に塩酸をかけられた。見掛けに反して強い。
付紐小僧（つけひもこぞう）
子供を山に迷わせる。
八面王（やつらおう）
八つの頭を持つ大蛇とも猿とも言われる妖怪、御崎曰く八岐大蛇の原型若しくは派生版であるらしい。肝試しに使った廃校近くの祠に封印石の1つが置いてあった。伝承のほとんど残っていない古代の妖怪ゆえに封印が解かれても顕現するには時間がかかる。
神との戦いに備えて、事前に絵に描いて置くことで姿を定め、顕現するまで時間を省略した（絵を描いたのはプロの画家であるニコ）。その際、御崎が情報提供と自身の大量の意見を加えアレンジしていったので、そのイメージで補強された形となっており、御崎の意思で動くようになる。ニコが絵にする際に八面王の情報だけでは足りなかったため、関連要素として八面王と同様に神に滅ぼされた者達（夜刀神、土蜘蛛、荒吐、両面宿儺、悪路王、ミシャグシ神、八握脛）の要素も使われており、神に対する怨念そのもの。縄文式火焔キャノン、土蜘蛛誘導弾、大丈バスター等と名付けられた炎や雷を首から吐き出す。浄化の光対策に首1本を犠牲にする夜刀バリアーを使う（首は新しく生えてくる）。
黄泉軍（よもついくさ）
鶺鴒に呼び出された黄泉の国の兵士。神の定めた禁忌を破った者を追って罰する。
天吊るし（てんつるし）
天井から赤ん坊のような気配が降りてくる妖怪。鳴女と一体化した状態で現れた。
ぬらりひょん海に浮かぶゴムボールのような妖怪。
船入道（ふねにゅうどう）
正体について疑問を口にした者が乗る船を沈める海坊主の一種。
鵺（ぬえ）
巨大な木造船の舳先に獣の上半身が生えた姿をしている。口から雷雲を吐き出す。
宝螺抜け（ほらぬけ）
長生きしたホラ貝が龍になり、天に昇る儀式。
覚（さとり）
長い髪に大きく裂けた口の人型の妖怪。人の心を読む。
袖もじき（そでもじき）
通りすがりに大事なものを奪う妖怪
金霊（かねだま）
赤い貯金箱の中に十二単の女性が入っている。自力で稼いだお金を100万円分入れることで貯金箱から飛び出し、金運を授ける。
ダリ
別名『餓鬼憑き』、あるいは『ヒダル神』。人に取り憑いて猛烈な空腹感を引き起こす。着ている物を1枚脱ぐか、手の平に「米」と書いてそれを舐めることで撃退できる。
黄粉坊（きなこぼう）
怪獣の頭部のような妖怪。漠然とした敵意のみを持つ。
オボ
薄ぼんやりとした暗い色の小動物の妖怪。目の前に突き出された足に反射的に飛びつく。
山地乳（やまちち）
野襖が成長した妖怪。寝ている人間の枕元に現れ、寝息を吸って胸を叩いて去っていく。被害者は死んでしまうが、一部始終を他人に目撃されると、逆に寿命が延びて健康になる。
オハチスエ
錆びた刀を振り回す獣人の姿の妖怪。
活人形（いきにんぎょう）
人形が自我を持って動き出した妖怪。モデルの特性に合わせた姿と行動をとるが、真一とイタチさんが遭遇したのは『誰でもない』ことが目的のマネキンだったので、相手の記憶を頼りに誰にでも変身する妖怪になってしまった。
寒戸（さむと）
実体の無い現象タイプの妖怪。出入り口を媒介にして二つの異なる時空間を繋げる。
影鰐（かげわに）
二次元の体を持つ妖怪。影に食らいつくことで、影の持ち主の全ての行動を禁じる。

### その他
磯山（いそやま）
1年、陸上部員。ハードルを飛び越えるフォームの美しさに魅入られ唐突に「モデルになって欲しい」と頼み込んだ真一にドン引き。彼氏がいると言って断り、以降、真一との接触はほとんど無い。
バレンタインデーには奈良山にチョコレートを渡そうとしていた。
藤方（ふじかた）
1年、弓道部員。小柄で気弱だが、体つきはしっかりしている。真面目な練習態度から、将来に期待を寄せられている。御崎から、「稲葉前を撃て」という、無茶な依頼をされる。
野更志臨十郎（のざらしりんじゅうろう）
病弱で有名なニュー吹奏楽部の部長。真一と出会うたびに「始めまして」と自己紹介する。女性が相手だと自己紹介がフルネームになる。何かあるたびにタクトを振ったりバイオリンを取り出して『即興曲』を演奏する。まれに周辺のニュー吹奏楽部員が巻き込まれる。真一曰く「この人どこら辺が病弱なんだろう」。
実はライカが見えており、赫音が何をしているかも知っていた。
賢淵（かしこぶち）
稲葉先生と仲の良い養護教師。真一曰く「世界が滅んでも動じないんじゃないかとまで言われるおっとりさん」。正体は妖怪「化道蜘蛛」。

## 既刊一覧
- 山口幸三郎（著）・天草帳（イラスト）、メディアワークス→アスキー・メディアワークス〈電撃文庫〉、全10巻
  - 『ほうかご百物語』、2008年2月25日初版発行（2月10日発売[3]）、ISBN 978-4-8402-4168-7
  - 『ほうかご百物語2』、2008年6月10日初版発行（同日発売[4]）、ISBN 978-4-04-867091-3
  - 『ほうかご百物語3』、2008年10月10日初版発行（同日発売[5]）、ISBN 978-4-04-867273-3
  - 『ほうかご百物語4』、2009年2月10日初版発行（同日発売[6]）、ISBN 978-4-04-867524-6
  - 『ほうかご百物語5』、2009年6月10日初版発行（同日発売[7]）、ISBN 978-4-04-867846-9
  - 『ほうかご百物語6』、2009年10月10日初版発行（同日発売[8]）、ISBN 978-4-04-868073-8
  - 『ほうかご百物語7』、2010年2月10日初版発行（同日発売[9]）、ISBN 978-4-04-868332-6
  - 『ほうかご百物語8』、2010年6月10日初版発行（同日発売[10]）、ISBN 978-4-04-868602-0
  - 『ほうかご百物語9』、2010年10月10日初版発行（同日発売[11]）、ISBN 978-4-04-868925-0
  - 『ほうかご百物語 あんこーる』、2011年1月10日初版発行（同日発売[12]）、ISBN 978-4-04-870178-5